# Altarretabel der Lübecker Marienkirche
Die Altäre der Lübecker Marienkirche waren und sind heute noch in Resten Bestandteil der einst reichen Ausstattung dieser Kirche. Diese Liste verfolgt das Schicksal ihrer Hauptaltäre, soweit überliefert, und das Schicksal der zu Beginn des 20. Jahrhunderts noch verbliebenen Nebenaltäre.

## Hauptaltäre
| Altar                       | Datierung | Bildschnitzer                                             | Maler     | Standort                                           | Besonderheiten | Abbildung |
| --------------------------- | --------- | --------------------------------------------------------- | --------- | -------------------------------------------------- | --- | --------- |
| Hochaltar von 1406          | 1406      | unbekannt                                                 | unbekannt | 1407 durch Feuer zerstört                          | Ältester schriftlich überlieferter Hochaltar der Marienkirche. |           |
| Hochaltar von 1425 bis 1696 | 1425      | Meister des (ehem.) Hochaltars der Marienkirche in Lübeck |           | 1696 durch den barocken Fredenhagen-Altar ersetzt. | Spätgotisches Doppeltriptychon mit Predella. |           |
| Fredenhagen-Altar           | 1696      | Thomas Quellinus                                          |           | 1942 beim Luftangriff auf Lübeck beschädigt.       | Stiftung des Kaufmanns und Ratsherrn Thomas Fredenhagen. Fragmente erhalten und restauriert, zum Teil im Chorumgang und auch im St. Annen Museum. Rest in einem der Türme eingelagert.      |           |
| Hochaltar von 1958          | 1958      | Gerhard Marcks (Kruzifix)                                 |           | Innenchor                                          | Entwurf des Architekten Denis Boniver; später kombiniert mit dem Retabel des Christian Swarte (ca. 1495) aus der Bürgermeisterkapelle (zur Schnitzansicht siehe unten bei den Nebenaltären) |           |

## Nebenaltäre
Die Marienkirche samt ihren Kapellen verfügte am Ende des Mittelalters über 38 Altäre und 65 Vikarien. Dies ist aus dem Vikarienverzeichnis der Kirche nachzuvollziehen. Davon war vor dem Luftangriff auf Lübeck 1942 noch ein Altartisch eines 1362 in der Segeberg-Kapelle errichteten Altars vorhanden. Die zu Beginn des 20. Jahrhunderts noch vorhandenen Altarschränke bzw. die damals noch erhaltenen Fragmente von Retabeln ergeben sich aus nachstehender Tabelle.
| Altar                            | Datierung  | Bildschnitzer                    | Maler                                                   | Standort | Besonderheiten | Abbildung |
| -------------------------------- | ---------- | -------------------------------- | ------------------------------------------------------- | --- | --- | --------- |
| Schonenfahreraltar von 1397      | 1397       | unbekannt                        | unbekannt                                               | | Fragment. |           |
| Johannesaltar der Schonenfahrer  | 1475       | ./.                              | Bernt Notke                                             | St.-Annen-Museum | Fragment des Altars der Schonenfahrer bestehend nur aus den Rückseiten der Außenflügel (101 × 71 × 12,5 cm). |           |
| Greveraden-Altar                 | 1494       |                                  | Hermen Rode                                             | Seit 1904 an der Ostwand der Beichtkapelle. 1942 zerstört.                                                                     | |           |
| Flügelaltar des Christian Swarte | 1495 (ca.) |                                  |                                                         | heute hinter dem Hauptaltar aufgestellt                                                                                        | ursprünglich in der Molen-Kapelle; Flügelaltar mit einer Mondsichelmadonna (Abb. oben beim Hauptaltar von 1958 in geschlossenen Zustand)                                                                              |           |
| Rese-Altar                       | 1499       | Imperialissima-Meister (Umkreis) | unbekannt, dem Meister des Güstrower Altars nahestehend | St.-Annen-Museum | Flügelaltar mit Predella (Mittelschrein 174 × 114 × 20,5 cm; Flügel 174 × 57,5 × 12,5). Letztwillige Stiftung in Zusammenhang mit der Einrichtung einer Vikarie in der Marienkirche durch den Bergenfahrer Hans Rese. |           |
| Schinkel-Altar                   | 1501       |                                  |                                                         | Aus der Schinkel-Kapelle, seit 1851 im Süderschiff beim Schonenfahrergestühl. 1942 zerstört.                                   | |           |
| Triptychon von 1518              | 1518       |                                  | Adriaen Isenbrant                                       | 1942 zerstört. | Stiftung des Lübecker Ratsherrn Gotthard IV. von Höveln (nachträglich mit den Wappen Hoevelns und seiner Ehefrau Margarete Brömse versehen).                                                                          |           |
| Antwerpener Altar von 1518       | 1518       | Antwerpener Meister 1518         | Meister von 1518                                        | Sängerkapelle; Tafelbilder der Heiligen Sippe von der ehem. Predella des Antwerpener Altars, heute im St.-Annen-Kloster Lübeck | |           |
| Olav-Altar der Bergenfahrer      | 1524       |                                  | Hans Kemmer                                             | Benannt nach Olav dem Heiligen. Befand sich in der Bergenfahrerkapelle und wurde 1942 beim Luftangriff auf Lübeck zerstört.    | |           |
| Dreifaltigkeitsaltar             | 1525       |                                  | Jacob van Utrecht                                       | 1942 beim Luftangriff auf Lübeck zerstört                                                                                      | (früher auch Bernard van Orley zugeschrieben) |           |